# Kephallenia (byzantinisches Thema)
Das Thema von Kephallenia oder Kefalonia (altgriechisch θέμα Κεφαλληνίας/Κεφαλονίας, thema Kephallēnias/Kephalonias) war ein byzantinisches Thema in Westgriechenland, das die Ionischen Inseln umfasste und vom 8. bis 12. Jahrhundert existierte. Benannt ist es nach der gleichnamigen Insel.

## Geschichte
In der Periode des Oströmischen Reiches waren (Korfu, Kephalonia, Zakynthos, Ithaka, Leukas und Kythera) Teil der römischen Provinz Achaea und Epirus vetus. Mit Ausnahme Kytheras bildeten diese Inseln später das Thema von Kephallenia. Die Inseln blieben von der Landnahme der Slawen auf dem Balkan im 7. Jahrhundert unberührt und bildeten so einen Brückenkopf für die Wiederherstellung der byzantinischen Macht und (Re-)Hellenisierung des griechischen Festlands.
Das genaue Datum der Einrichtung des Themas von Kephallenia ist unbekannt. Kaiser Konstantin VII. (regierte 913–949) berichtet in seinem Werk  De administrando imperio, dass Kephallenia ursprünglich der Sitz einer Turma (Division) des Themas Longobardia in Süditalien, das unter Kaiser Leo VI. (regierte 886–912) zur Position einer Strategis (einer "Generalität"), aber keinem eigenen Thema ausgebaut wurde. Das ist allerdings offensichtlich falsch, denn mehrere Militärgouverneure (Strategoi) von Kephallenia sind uns aus Quellen vor der Regentschaft Leos bekannt. So spricht das Taktikon Uspensky von 842/843 klar von einem Strategos von Kephallenia und die lateinisch verfasste Chronik Annales regni Francorum berichtet schon 809 von solchen. Siegel lassen das Entstehen der Strategis von Kephallenia schon gegen Mitte des 8. Jahrhunderts wahrscheinlich werden.
Der Fehler Konstantins VII. jedenfalls zeigt die enge Verflechtung des Themas von Kephallenia mit den byzantinischen Besitztümern in Süditalien: die Ionischen Inseln dienten als Verbindung und Militärbasis für Operationen in Süditalien, außerdem bewachten sie den Zugang zum ionischen und adriatischem Meer gegen arabische Piraten. In mehreren Fällen wurde das Kommando über die Themen von Kephallenia und Longobardia (alternativ über Nikopolis in Epiros) von derselben Person ausgeübt.
Der Strategos des Themas saß wahrscheinlich auf Kephallenia, vielleicht aber auch auf Korfu. In De administrando imperio belegt das Thema den siebten Rang unter den „westlichen“ oder europäischen Themen; Kephallenia war ein Seethema, das seine eigene Flotte hatte, in der einige Mardaiten als Seesoldaten und Ruderer unter einem  Tourmarches Dienst taten. Andere Tourmarchai standen den Garnisonen des Themas vor. Der Historiker W. Treadgold schätzt die Armee des Themas im 9. Jahrhundert auf 2000 Mann. Das Thema wurde häufig als Exil für politische Gefangene benutzt.
Im Jahr 809 besiegte der Strategos Paulos eine venezianische Flotte vor der Küste Dalmatiens. Im Jahr 880 vernichtete der Admiral Nasar eine arabische Flotte, die die Inseln des Themas verwüstete. Truppen aus Kephallenia nahmen immer wieder an Feldzügen in Italien teil. Mardaiten aus Kephallenia nahmen an der gescheiterten Expedition von 949 gegen das Emirat von Kreta teil. Die letzte Erwähnung eines Strategos von Kephallenia erfolgt 1011, als Kontoleon Tornikios nach Italien entsandt wurde, um eine langobardische Revolte zu unterdrücken. Nach dem Kollaps byzantinischer Kontrolle in Süditalien in der Mitte des 11. Jahrhunderts nahm die Wichtigkeit des Themas ab und es wurde nunmehr von einem Krites („Richter“) verwaltet.
Ab dem späten 11. Jahrhundert wurden die Ionischen Inseln zum Schlachtfeld der byzantinisch-normannischen Kriege. Die Insel Korfu wurde von den Normannen  1081–1085 und abermals 1147–1149 besetzt, die Venezianer belagerten es erfolglos 1122–1123. Die Insel Kephalonia wurde 1085 gleichfalls erfolglos belagert, wurde aber 1099 von Pisanern und 1126 von Venezianern geplündert. Schließlich wurde Korfu und die restlichen Inseln des Themas mit Ausnahme von Leukas von den Normannen unter Wilhelm II. im Jahr 1185 erobert. Obwohl Korfu von den Byzantinern 1191 zurückerobert wurde blieben die anderen Inseln für Byzanz verloren; sie bildeten ein Pfalzgrafschaft Kefalonia und Zakynthos unter der Führung von Wilhelms griechischem Admiral Margaritos von Brindisi.